# Crotalaria axilliflora
Crotalaria axilliflora är en ärtväxtart som beskrevs av Baker f.. Crotalaria axilliflora ingår i släktet sunnhampor, och familjen ärtväxter. Inga underarter finns listade i Catalogue of Life.